# Perly-Certoux
Perly-Certoux ist eine politische Gemeinde des Kantons Genf in der Schweiz.
Die Gemeinde umfasst die Dörfer Perly und Certoux.

## Geschichte
Perly wurde 1124 als Perliacum, Certoux als Sartoux erwähnt.
Die Gemeinde lag an der historischen Strasse zwischen Genf und Lyon. 1536 wurde sie von den Bernern erobert, ehe sie als Teil der Gemeinde Saint-Julien-en-Genevois 1567 an Savoyen überging. 1816 gingen die Ortschaften Perly und Certoux an den Kanton Genf über. Dabei wurde das Gemeindegebiet aufgeteilt, während Perly und Certoux nun zur Schweiz gehörten, wurde Saint-Julien-en-Genevois ein Teil von Frankreich.

## Bevölkerung
| Bevölkerungsentwicklung | Bevölkerungsentwicklung | Bevölkerungsentwicklung | Bevölkerungsentwicklung | Bevölkerungsentwicklung | Bevölkerungsentwicklung | Bevölkerungsentwicklung | Bevölkerungsentwicklung | Bevölkerungsentwicklung | Bevölkerungsentwicklung | Bevölkerungsentwicklung | Bevölkerungsentwicklung |
| ----------------------- | ----------------------- | ----------------------- | ----------------------- | ----------------------- | ----------------------- | ----------------------- | ----------------------- | ----------------------- | ----------------------- | ----------------------- | ----------------------- |
| Jahr                    | 1850                    | 1900                    | 1950                    | 1990                    | 2000                    | 2010                    | 2012                    | 2014                    | 2015                    | 2016                    | 2017                    |
| Einwohner               | 225                     | 279                     | 398                     | 2524                    | 2782                    | 2891                    | 2993                    | 3066                    | 3039                    | 3028                    | 3053                    |

## Persönlichkeiten
- Alexandre Gavard (1845–1898), Regierungspräsident in Genf und Hochschullehrer